# Simulium dunfellense
Simulium dunfellense är en tvåvingeart som först beskrevs av Davies 1966.  Simulium dunfellense ingår i släktet Simulium och familjen knott. Inga underarter finns listade i Catalogue of Life.